# Sprachinsel

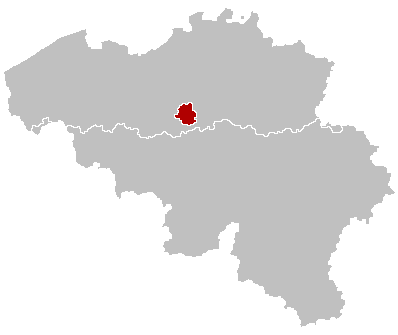
Die überwiegend französischsprachige Enklave von Brüssel.

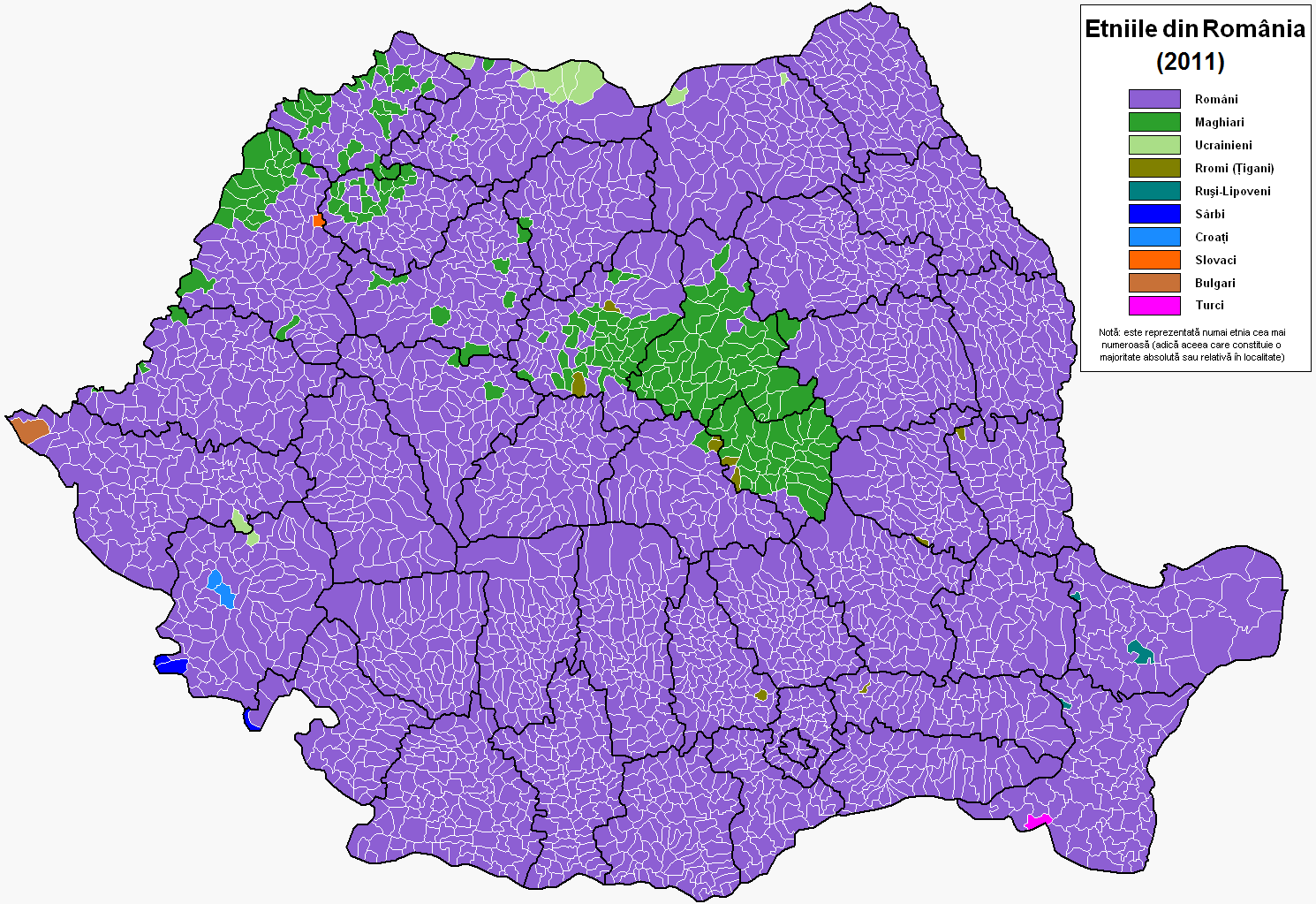
Sprachinseln in Rumänien.

Sorbisches Sprachgebiet in Deutschland.

Unter Sprachinsel wird eine bzgl. des Hauptverbreitungsgebiets der Sprache verhältnismäßig kleine geschlossene Sprach- und Siedlungsgemeinschaft verstanden, die sich innerhalb eines größeren fremden Sprachgebiets befindet.

## Entstehung von Sprachinseln
- Zuwanderung kleiner Sprachgruppen in fremde Sprachgebiete (Beispiel: Katalanen auf Sardinien)
- Zuwanderung einer dominanten Sprachgruppe und der darauf folgenden fast vollständigen Assimilation – bis auf wenige Sprachgemeinschaften – der ursprünglichen Bevölkerung (Beispiel: die Sorben in Ostdeutschland)
- Aussterben der Sprache in der Zwischenregion zum Verbreitungsgebiet (Beispiel: Viöler Dänisch)

Entscheidend für die Bezeichnung Sprachinsel ist, dass die Sprache im Ursprungsland noch gesprochen wird. Viele Sprachinseln sind heute bedroht oder bereits untergegangen. Die Überlebensfähigkeit einer Sprachinsel ist entscheidend von ihrer Isolierung abhängig. Die äußere Bedrohung durch die Umgebung in politischer, kultureller, religiöser und/oder sprachlicher Hinsicht ist ein ebenso entscheidender Motor für den Erhalt der Sprachinsel, wie seine evtl. geographische Isolierung, z. B. in einem abgelegenen Gebirgstal oder auf einer Insel. Der Wegfall solcher Bedrohungen, wie wir sie nach Auflösung der Sowjetunion erlebten, führte in kurzer Zeit zu fast vollständiger Auflösung auch der Sprachinseln.
Insbesondere religiöse Tendenzen können ein entscheidender Motor für die Isolierung der Sprachinsel von ihrer Umwelt und dem Erhalt ihrer Sprache und kulturellen Identität sein. Industrialisierung und Urbanisierung bzw. Suburbanisierung führen oft zu Wanderungsbewegungen (Abwanderung der Sprecher der Sprache nach außerhalb der Sprachinsel, aber auch Zuwanderung von Sprechern anderer Sprachen in das Gebiet der Sprachinsel), welche den Bestand der Sprachinsel gefährden können. Auch eine allgemeine Schulpflicht verbunden mit Unterricht in einer anderen Sprache als jener der Sprachinsel, oder sogar aktive Unterdrückung der Minderheitssprache, können zum Verschwinden von Sprachinseln führen.

## Deutsche Sprachinseln

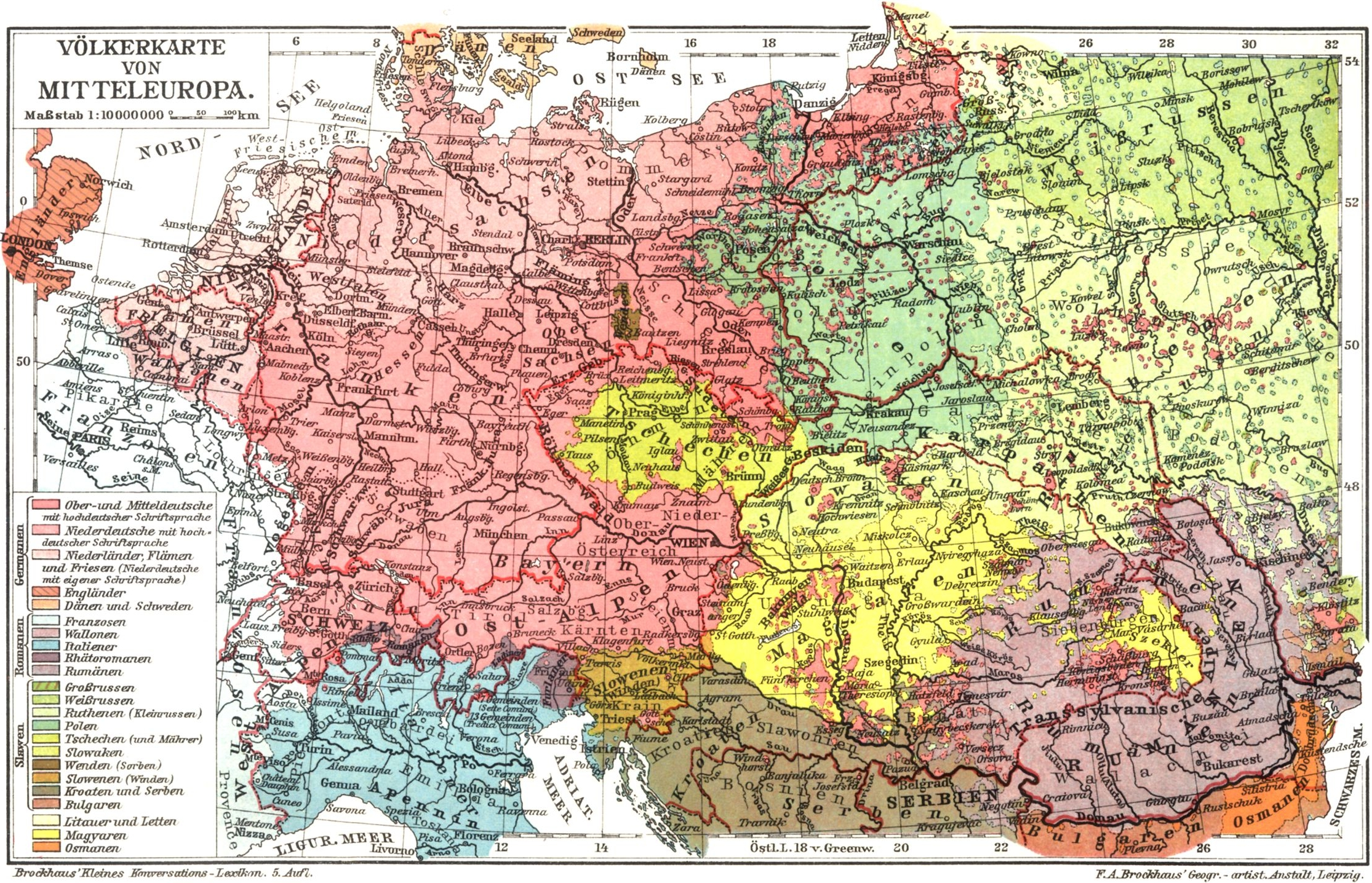
Deutsche Sprachinseln in Mitteleuropa 1901.

Bedingt durch verschiedene Siedlungsbewegungen, die im Mittelalter begannen (siehe Deutsche Ostsiedlung) und erst Mitte des 19. Jahrhunderts ihr Ende fanden, gab es bis zum Ende des Zweiten Weltkrieges, in wenigen Fällen auch bis heute, deutsche Sprachinseln, die über große Teile Ost- und Ostmitteleuropas verstreut waren bzw. sind. Bei den kleinsten dieser Sprachinseln handelt es sich lediglich um einzelne kleine Dörfer, bei den größten um fast geschlossen deutsche Sprachlandschaften (z. B. Siebenbürgen) inmitten fremdsprachiger Gebiete. Diese Sprachinseln fanden sich in weiten Teilen Polens, des Baltikums, Weißrusslands, der Ukraine, Tschechiens, der Slowakei, Ungarns, Rumäniens, Sloweniens und Kroatiens. Einige Sprachinseln befanden sich auch auf dem Gebiet des heutigen Serbiens.
Darüber hinaus gab es deutsche Sprachinseln im Gebiet des Kaukasus, in der Nähe von Sankt Petersburg sowie an einigen Stellen im Ural und in Sibirien.
Auch bei der Besiedlung der Neuen Welt taten sich häufig deutsche Auswanderergemeinschaften zusammen, die jeweils einem bestimmten Herkunftsgebiet entstammten und die im Zielgebiet relativ geschlossen siedelten. Insbesondere im Mittleren Westen der Vereinigten Staaten, im Westen Kanadas, im Süden Brasiliens und in Südchile finden sich noch heute verschieden gut erhaltene deutsche Sprachinseln.
Infolge des Ersten Weltkriegs und schließlich noch einmal im Laufe des Zweiten Weltkriegs entstand in den deutschen Siedlungsgebieten Nordamerikas die Notwendigkeit, die Loyalität zur neugefundenen Heimat u. a. auch dadurch zu bekunden, dass man sich nicht mehr der deutschen Hochsprache oder der verschiedenen deutschen Dialekte bediente. Dies führte dazu, dass die überwiegende Mehrzahl an deutschen Sprachinseln in Nordamerika heute nur noch relikthaft vorhanden sind, indem spätestens seit den vierziger Jahren das Deutsche aus der Öffentlichkeit und aus den meisten Familien verdrängt wurde.

### Sprachinseln im deutschen Sprachraum

#### Deutschland
- Sorbische Sprache im Süden Brandenburgs und im Osten Sachsens
- Polabische Sprache im Wendland. Erloschen gegen Ende des 18. Jahrhunderts; siehe unten ausführlich unter →Slawische Sprachinseln, Polabisch.
- Moselromanisch im Moselgebiet. Erloschen im 12. Jahrhundert.
- Pfälzische Sprachinsel am Niederrhein: Pfalzdorf, Louisendorf und Neulouisendorf. Pfälzische Siedlungen mit inzwischen erloschenen Sprachinseln bestanden im 17. Jahrhundert auch in Magdeburg („Pfälzer Kolonie“), Stendal und Halle[1] oder nach 1747 in Müggelheim und Rahnsdorf.
- Saterfriesische Sprache: Saterland
- Erzgebirgische Sprachinsel im Oberharz (Oberharzisch)
- Wangerooger Friesisch als Relikt des Alt-Ostfriesischen bis 1930 auf der Insel Wangerooge
- Hötter Platt: eine ehemalige Nord-Ostniederdeutsche Sprachinsel in Gerresheim (im heutigen Düsseldorf)
- Fjoldemål, eine Varietät des dänischen Dialekts Sønderjysk bis 1936 in Viöl (dän. Fjolde)
- Rotwelsch: unter der Sammelbezeichnung „Rotwelsch“ zusammengefasste Soziolekte sind heute fast völlig ausgestorben, gab es aber bis in die Mitte des 20. Jahrhunderts in verschiedenen Orten, z. B.
  - Jenische Sprache, unter anderem in Leinzell, Pfedelbach und Pleißne im Killertal (Burladingen)[2][3]
  - Manische Sprache in Gießen, Marburg, Wetzlar (alle in Hessen), Eislingen (Baden-Württemberg) und Bad Berleburg (Nordrhein-Westfalen)
  - Lotegorisch in Carlsberg (Pfalz)
  - Masematte in Münster und im Münsterland
  - Humpisch oder Bargunsch in Westfalen
  - Buttjersprache in Minden (Nordrhein-Westfalen)
  - Kochum in Hundeshagen
  - Henese Fleck in Breyell
  - Lebber Talp in Bell bei Mendig

#### Luxemburg
- Rotwelsch:
  - Lakerschmus in Weimerskirch (Luxemburg)

#### Schweiz
- Rotwelsch:
  - Mattenenglisch in Bern

#### Österreich
(vgl. auch Minderheitensprachen in Österreich):
- Burgenlandkroatisch im österreichischen Burgenland, besonders in den Bezirken Eisenstadt-Umgebung und Oberpullendorf. In der Gemeinde Schachendorf beispielsweise beträgt die Anzahl der Burgenland-Kroaten an der Gesamtbevölkerung 73 %.
- Burgenlandungarn: Die Mehrheit der Burgenlandungarn lebt heute in vier großen Sprachinseln im Burgenland:
  - Oberpullendorf/Felsőpulya,
  - Oberwart/Felsőőr,
  - Siget in der Wart/Őrisziget und
  - Unterwart/Alsóőr.

Eine größere Anzahl an Burgenlandungarn lebt auch in der Landeshauptstadt Eisenstadt/Kismarton bzw. weist die Volkszählung 2001 für Frauenkirchen/Boldogasszony, Lutzmannsburg/Locsmánd und Schachendorf/Csajta einen ungarischsprachigen Bevölkerungsanteil von 5 % bis 10 % an der Gesamtbevölkerung aus.
- Tschechen in Wien

### Außerhalb des geschlossenen deutschen Sprachraums

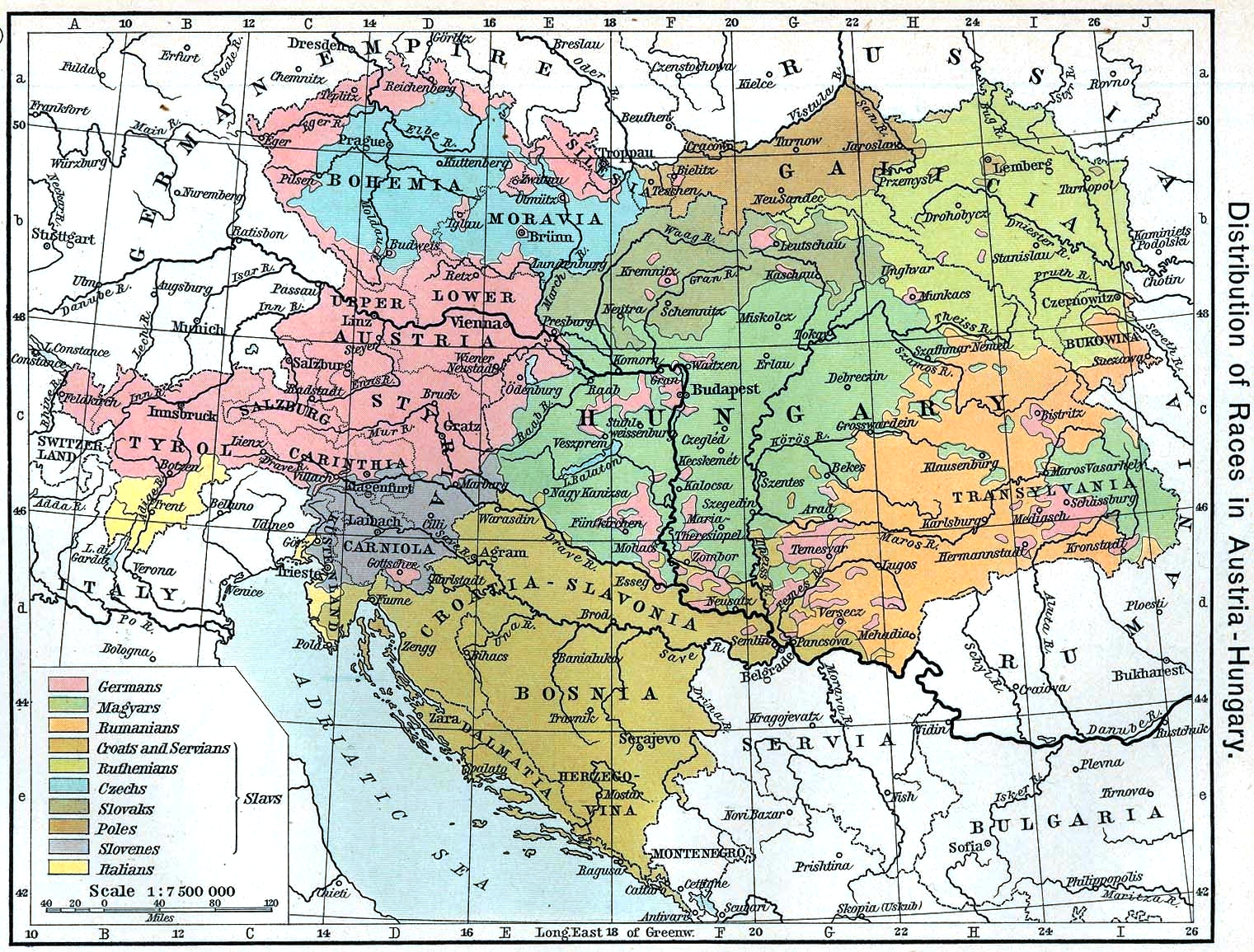
Sprachen in Österreich-Ungarn aus: Distribution of Races in Austria-Hungary Historical Atlas, William R. Shepherd, 1911

Der geschlossene deutsche Sprachraum erstreckt sich heute über Deutschland, Österreich, die Deutschschweiz, Liechtenstein, Südtirol, Luxemburg und die deutschen Sprachgebiete in Belgien, Dänemark und Frankreich.

#### Aserbaidschan
- Helenendorf, 1938 in Xanlar umbenannt
- Annenfeld, 1938 in Şəmkir umbenannt

Die Bewohner der seit 1818 bestehenden deutschen Kolonien schwäbischer radikaler Pietisten in Aserbaidschan wurden 1941 deportiert.

#### Dänemark
In Jütland siedelten sich 1759/61 Pfälzer Familien an, die bis 1870 deutsche Kirche und Schule beibehielten:
- Alheden bei Viborg und
- Randbøl Hede bei Billund

Dort siedelten die so genannten „Kartoffeldeutschen“ (Kartoffeltyskere).
In Südostjütland siedelte sich im Jahre 1772 eine Herrnhuter Brüdergemeine an:
- Christiansfeld (Sprachinsel erloschen)

#### Georgien
- Katharinenfeld, 1921 in Luxemburg umbenannt
- Elisabethtal bei Tiflis, 1921 in Asureti umbenannt

Die Bewohner der seit 1818 bestehenden deutschen Kolonien schwäbischer radikaler Pietisten in Georgien wurden 1941 deportiert.

#### Irland
- Rathkeale, Ansiedlung von Pfälzern nach der Massenauswanderung der Pfälzer (1709), Sprachinsel um 1850 erloschen, „Museum and Heritage Centre“ der „Irish Palatine Association“

#### Italien
- 1 Gressoney
- 2 Issime
- 3 Rimella
- 4 Kampell
- 5 Formazza
- 6 Dreizehn Gemeinden
- 7 Sieben Gemeinden
- 8 Lusern
- 9 Fersental
- 10 Pladen
- 11 Zahre
- 12 Tischelwang
- 13 Kanaltal

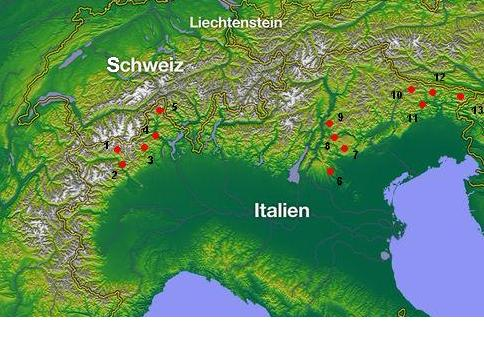
Deutsche Sprachinseln in Norditalien:

Die ethnischen Minderheiten in Italien werden durch das Gesetz Nr. 482 „Zum Schutz der historischen Sprachminderheiten“ vom 15. Dezember 1999 geschützt.

##### Walserische Sprachinseln
in der autonomen Region Aostatal
- Gressoney:[5] Gressoney-La Trinité, walserdeutsch Greschune-Oberteil, Gressoney-Saint-Jean, walserisch Greschunei Onderteil òn Méttelteil. (Eigentlich Sprach-Halbinseln, da an den deutschsprachigen Teil des Wallis grenzend. Deutsch ist in der älteren und mittleren Generation noch weit verbreitet, in der jüngeren nicht mehr.)
- Niel (Sprachinsel erloschen).
- Issime,[5] walserisch Éischeme. (Deutsch ist in der älteren und mittleren Generation noch weit verbreitet, in der jüngeren nicht mehr.)

in der Provinz Vercelli
- Alagna Valsesia,[5] walserdeutsch Im Land oder Lanja (eigentlich Sprach-Halbinsel, s. unter Gressoney; Deutsch in der älteren Generation noch teilweise verbreitet).
- Rima, walserdeutsch In d Arimmu (Sprachinsel erloschen).
- Rimella,[5] walserdeutsch Remmalju (Deutsch noch verbreitet benutzt, jedoch generell starker Bevölkerungsschwund).
- Riva Valdobbia, walserdeutsch Rifu (Sprachinsel längst erloschen).

in der Provinz Verbano-Cusio-Ossola
(eigentlich außer Campello Monti und Ornavasso Sprach-Halbinseln, s. unter Gressoney)
- Agàro, walserdeutsch Ager (Sprachinsel erloschen, Ort nur noch Sommersiedlung).
- Ausone, walserdeutsch Opsu (Sprachinsel erloschen, Ort nur noch Sommersiedlung).
- Campello Monti,[5] walserdeutsch Ggampel (Sprachinsel erloschen).
- Formazza,[5] walserisch Pomatt (Deutsch ist in der älteren und mittleren Generation noch weit verbreitet, in der jüngeren nicht mehr).
- Macugnaga, walserischdeutsch Maggana (Deutsch bei wenigen alten Leuten noch im Gebrauch).
- Salecchio, walserdeutsch Saley (Sprachinsel erloschen, Ort nur noch Sommersiedlung).
- Ornavasso, walserdeutsch Urnafasch (Sprachinsel längst erloschen).

##### Zimbrische Sprachinseln (Italien)
Hochebene östlich von Rovereto (Provinz Trient, Region Trentino-Südtirol):
- 1 Luserna,[5] dt. Lusern: am besten erhaltene und aktivste Sprachinsel; 90 % der Einwohner sprechen im Alltag zimbrisch.
- 2 Folgaria, zimbrisch Folgrait, dt. Vielgereuth: Sprachinsel heute nicht mehr aktiv, zuletzt in den Weilern Carbonare (Kohligen) und San Sebastiano (Sankt Sebastian)
- 3 Lavarone, zimbrisch Lavròu, dt. Lafraun (Sprachinsel seit dem 20. Jh. nicht mehr aktiv)

Daran angrenzende Täler, in denen bis ins 19. Jh. deutsch/zimbrisch gesprochen wurde:
- Vallarsa, dt. Brandtal
- Val Terragnolo, dt. Leim- oder Laimtal
- Valle dei Ronchi, dt. Reuttal

Sieben Gemeinden, zimbrisch Siben Komoin, ital. Sette Comuni (Provinz Vicenza, Region Venetien):
- 1 Asiago, zimbrisch Sleghe, dt. Schlege
- 2 Gallio, zimbrisch Gelle/Ghel, dt. Gelle
- 3 Roana, zimbrisch Robàan, dt. Rovan
- 4 Fozza, zimbrisch Vüsche/Vütsche
- 5 Enego, zimbrisch Ghenebe, dt. Jeneve
- 6 Rotzo, zimbrisch Rotz
- 7 Lusiana, zimbrisch Lusaan, dt. Lusian

Das Zimbrische in den Sieben Gemeinden führt nur noch ein Nischendasein in Roana und dessen Ortsteil Mezzaselva (Mittewald).
Dreizehn Gemeinden, italienisch Tredici Comuni (Provinz Verona, Region Venetien):
- 1 Azzarino, dt. Asarin
- 2 Badia Calavena, dt. Kalwein, zimbrisch Kalfàain oder Màbado
- 3 Bosco Chiesanuova, dt. Neuenkirchen, zimbrisch Nuagankirchen
- 4 Camposilvano, dt. Kampsilvan
- 5 Cerro Veronese, dt. Sèr, zimbrisch Tschirre
- 6 Erbezzo, dt. gen Wiesen
- 7 Roverè Veronese, dt. Rovereid
- 8 San Bortolo, zimbrisch Bòrtolom
- 9 San Mauro di Saline, dt. San Moritz
- 10 Selva di Progno, dt. Prugne, mit den Ortsteilen Giazza, dt. Gletzen, zimbrisch Ljetzan, und Campofontana, zimbrisch Funtàn, dt. Pontan
- 11 Tavernole
- 12 Val di Porro, dt. Porrental
- 13 Velo Veronese, zimbrisch Vellje, dt. Feld

Das Zimbrische in den Dreizehn Gemeinden führt nur noch ein Nischendasein in Giazza.
Cansiglio (Provinz Belluno, Region Venetien):
- In den Weilern Farra d’Alpago und Tambre (Sprachinsel erloschen)

##### Fersentalerische Sprachinseln
Fersental (Valle dei Mòcheni) (Provinz Trient, Region Trentino-Südtirol):
- 1 Palù del Fersina, fersentalerisch Palai/Palae en Bersntol, dt. Palai im Fersental
- 2 Fierozzo, fersentalerisch Vlarotz, dt. Florutz
- 3 Frassilongo, fersentalerisch Garait, dt. Gereut
- 4 Roveda (Gemeinde Frassilongo), fersentalerisch Oachlait, dt. Eichleit

Gemeinden, in denen ehemals (teilweise) fersentalerisch gesprochen wurde:
- Sant’Orsola Terme, fersentalerisch Oachbergh
- Falesina (Gemeinde Vignola-Falesina), dt. Falisen

##### Deutsche Sprachinseln in Venetien und Friaul
- Sappada,[5] plodarisch Plodn (Provinz Belluno, Region Venetien) (eigentlich eine Sprach-Halbinsel)
- Timau,[5] dt. Tischlwang (Region Friaul-Julisch Venetien) (eigentlich eine Sprach-Halbinsel)
- Sauris,[5] dial. Zahre (Region Friaul-Julisch Venetien)

#### Kasachstan
- Siedlungsschwerpunkt um Astana

Die meisten Kasachstandeutschen sind inzwischen nach Deutschland ausgewandert.

#### Kirgisistan
- Bakaiata im Talas-Tal
- Rot-Front (Bergtal) östlich von Bischkek
- Kant (Kirgisistan) in der Tschüi-Ebene
- Mailuussuu im Oblus Dschalal-Abad

Die meisten Kirgisistandeutschen sind inzwischen nach Deutschland ausgewandert.

#### Polen
- Bielitz-Bialaer Sprachinsel (mit Wilamowice)
- Woiwodschaft Oppeln

In der Zeit der Zugehörigkeit von Westpreußen zum Deutschen Reich gab es dort
- Schwäbische Kolonien von Familien aus Württemberg in Culm, Culmsee, Gniewkowo, Spital, Wonorze, Slawsk, Olsza u. a., 1782–1786 durch Friedrich II. von Preußen in deutsch- oder polnischsprachiger Umgebung angesiedelt, erloschen

#### Rumänien
- Banat
- Sathmar
- Siebenbürgen
- Zipser in Rumänien

#### Russland
Bis 1918 gab es etwa 3.300 geschlossene, weitgehend konfessionell und ethnisch einheitliche deutsche Siedlungen in Russland. Nach dem deutschen Angriff auf die Sowjetunion im Jahr 1941 ließ Stalin die meisten Russlanddeutschen in den asiatischen Teil der Sowjetunion deportieren.
In folgenden Regionen leben auch heute noch deutschstämmige Minderheiten:
- Oblast Uljanowsk, besonders Bogdaschkino und Oktjabrski im Rajon Tscherdakly sowie Nischnjaja Turama im Rajon Weschkaima
- Region Altai, besonders im Deutschen National-Rajon Halbstadt
- Oblast Nowosibirsk
- Oblast Omsk, besonders im Deutschen National-Rajon Asowo
- Oblast Orenburg; vor allem rund um Sol-Ilezk sowie in den Rajons Krasnogwardeiski (Kolonie Neu Samara), Alexandrowka und Nowosergijewka
- Oblast Tomsk; besonders im Rajon Koschewnikowo in den Dörfern Woronowo, Juwala, Pessotchno-Dubrowka
- Oblast Saratow; hier befand sich bis zu ihrer Auflösung 1941 der größte Teil der Wolgadeutschen Republik. Größere Ansiedlungen bestehen noch in Saratow, Engels, Burny im Rajon Engels, Marx und Krasny Kut
- Oblast Samara, z. B. in Makarewka und Johannesfeld im Rajon Besentschuk, Solowjowo und Wyssotino Chworostjanski im Rajon Chworostjanka
- Republik Chakassien
- Republik Komi

Der überwiegende Teil der in Russland lebenden Deutschen ist in den letzten Jahren nach Deutschland ausgewandert.

#### Schweiz
- Obersaxen und Vals GR (Walserdeutsch inmitten von rätoromanischsprachigem Gebiet; Vals eigentlich eine Halb-Sprachinsel, da an das Rheinwald anschließend)
- Bosco/Gurin (Walserdeutsch inmitten von italienischsprachigem Gebiet; eigentlich eine Halb-Sprachinsel, da an Formazza anschließend, vgl. oben.)
- Gemeinden Mont-Tramelan, Châtelat (besonders die Siedlung Moron) und Rebévelier sowie die Siedlungen auf der Montagne du Droit (dt. Sonnenberg) und dem Montbautier (dt. Stierenberg) (deutsche, großteils von Mennoniten bewohnte Sprachinseln im französischsprachigen Gebiet des Kantons Bern)

#### Slowakei
- Pressburg
- Hauerland
- Zips (Zipser Sachsen): Sprachinsel heute nur noch in den Dörfern Hopgarten (Chmeľnica) und Metzenseifen (Medzev – hier nur als Sprachminderheit) erhalten.

#### Slowenien
- Gottschee
- Zarz und Deutschrut (schon vor 1910 sprachlich slowenisch assimiliert und deshalb verschwunden)

#### Spanien
- La Carolina in der Provinz Jaén, deutsche Siedlung im 18. Jahrhundert.

#### Tschechien

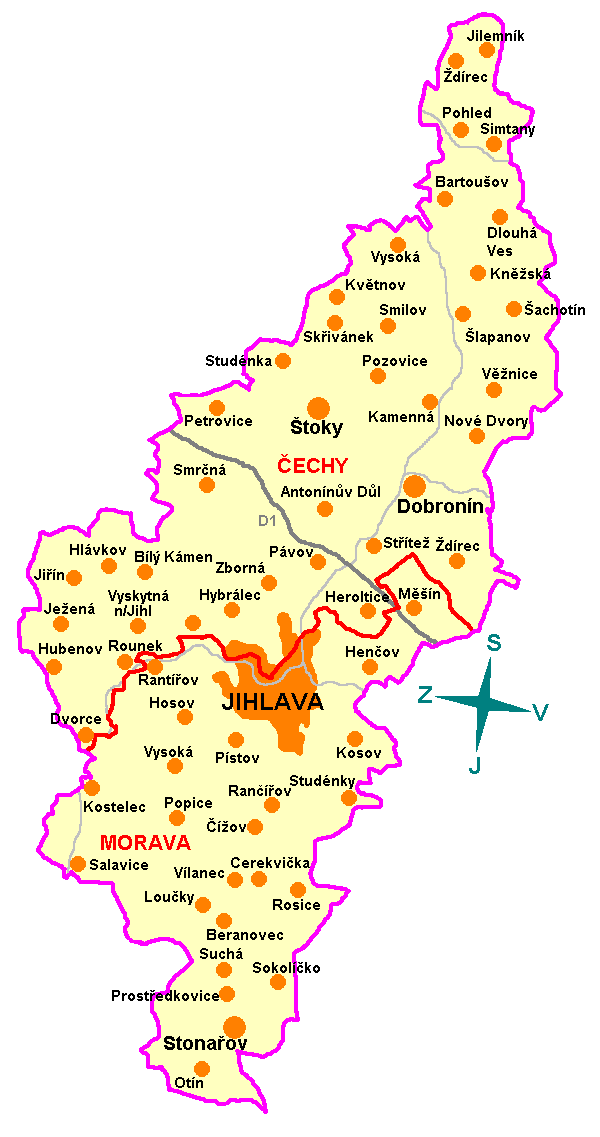
Iglauer Sprachinsel

Bis zur Vertreibung des größten Teils der deutschsprachigen Bevölkerung aus der Tschechoslowakei bestanden mehrere deutschsprachige Sprachinseln in tschechischsprachigem Gebiet:
- Iglauer Sprachinsel ca. 43 × 18 km um die Stadt Iglau (heute: Jihlava) sowie die Dörfer Stannern (heute: Stonařov) und Stöcken/Stecken (heute: Štoky)
- Brünn
- Wischauer Sprachinsel
- Budweis
- Olmützer Sprachinsel
- Schönhengstgau
- Deutsch Brodek-Wachtel
- Troppau
- Böhmisch Aicha
- Stritschitzer Sprachinsel

#### Ukraine
- Kolonie Chortitza mit 21 Dörfern bei Saporischschja; 1789 von Mennoniten aus Westpreußen gegründet, 1943 Deportation
- Kolonie Molotschna mit 57 Dörfern auf dem Territorium der heutigen Oblast Saporischschja; 1804 von Mennoniten aus Westpreußen gegründet, 1943 Deportation
- Nimezka Mokra (Deutsch-Mokra) und Ust-Tschorna (Königsfeld); 1775 beziehungsweise 1815 gegründet

#### Ungarn
- Schwäbische Türkei: Fünfkirchen und Umgebung
- Ungarisches Mittelgebirge/Plattensee-Oberland sowie Veszprém und Umgebung
- Batschka: Frankenstadt und Umgebung

#### In Übersee
- Namibia mit derzeit etwa 30.000 Sprechern. Die Sprachinsel ist sehr gut erhalten.
- Südafrika mit ländlichen Sprachinseln in den Provinzen KwaZulu-Natal, Mpumalanga und North-West (ca. 4.000–5.000 Sprecher). Außerdem gibt es deutschsprachige Gemeinden in einigen Städten, z. B. in Johannesburg, Pretoria und Kapstadt.
- USA mit zahlreichen Sprachinseln unterschiedlicher Größe. Die bekanntesten sind die der Amischen in Pennsylvania, wo ein auf pfälzische Mundarten zurückgehender Dialekt (Pennsylvania Dutch) gesprochen wird. In Kansas gibt es größere Sprachinseln mit Russlandmennoniten aus Mexiko, die Plautdietsch sprechen. Ferner gab es in Texas im Hill Country um Fredericksburg eine texasdeutsche Sprachinsel. In Ohio gibt es zwei mennonitische berndeutsche Sprachinseln.
- Kanada mit zahlreichen Sprachinseln, u. a. auch mit Plautdietsch
- Mexiko mit dem niederdeutschen Dialekt Plautdietsch in einigen Mennonitenkolonien in Chihuahua
- Belize ebenfalls mit einigen plautdietschsprachigen Mennonitenkolonien
- Paraguay mit rund 60.000 Deutschsprachigen, darunter 20.000 plautdietschsprachige Mennoniten im Chaco.
- Chile ca. 20.000 Muttersprachler, besonders im „Kleinen Süden“ im Gebiet rund um den Llanquihue-See und die Stadt Osorno (s. Deutsche in Chile; Launa-Deutsch)
- Brasilien mit zahlreichen Sprachinseln (über 550.000 Muttersprachler), vor allem in Santa Catarina (z. B. Blumenau, Pomerode) und in Rio Grande do Sul. Hier werden vorwiegend pfälzische („Riograndenser Hunsrückisch“, „Katharinensisch“) und niederdeutsche Dialekte, aber auch österreichisches Bairisch (z. B. in Dreizehnlinden) gesprochen.
- Peru mit Sprachinseln in der Provinz Oxapampa, insbesondere im Dorf Pozuzo. Ab 1857 kamen in diese Region deutschsprachige Siedler aus Tirol und dem Königreich Preußen. Hinzu kamen heute prägende mestizische, spanischsprachige Siedler aus anderen Teilen Perus. So wird neben der Amtssprache Spanisch und den indigenen Sprachen Quechua, Yanasha, Ashánika und Ashéninka auch noch Deutsch gesprochen.

## Andere Sprachen

### Albanische Sprachinseln

#### Italien
- Ort in den Abruzzen (Villa Badessa)
- Orte in Molise (Campomarino, Montecilfone, Portocannone, Ururi)
- Ort in Kampanien (Greci)
- Orte in Apulien (Casalvecchio di Puglia, Chieuti, San Marzano di San Giuseppe)
- Orte in Basilikata (Barile, Ginestra, Maschito, San Costantino Albanese, San Paolo Albanese)
- Orte in Kalabrien (Andali, Caraffa di Catanzaro, Marcedusa, Vena di Maida, Acquaformosa, Cantinella, Cerzeto, Castroregio, Cavallerizzo, Civita, Ejanina, Falconara Albanese, Farneta, Firmo, Frascineto, Lungro, Macchia Albanese, Marri, Plataci, San Basile, San Benedetto Ullano, Santa Caterina Albanese, San Cosmo Albanese, San Demetrio Corone, San Giorgio Albanese, San Giacomo di Cerzeto, San Martino di Finita, Santa Sofia d’Epiro, Spezzano Albanese, Vaccarizzo Albanese, Carfizzi, Pallagorio, San Nicola dell'Alto)
- Orte in Sizilien (Contessa Entellina, Piana dei Greci, Santa Cristina Gela)

#### Griechenland
- Dörfer in Südgriechenland und auf einigen Ägäisinseln (Arvanitika oder Arbëresh)

### Arabische Sprachinseln

#### Iran
- Dörfer in den Regionen Arabkhane, Zir Kuh und um die Stadt Sarakhs in der Provinz Razavi-Chorasan (Chorasan-Arabisch)

#### Türkei
- Kenderib und andere Orte in Südostanatolien in der Provinz Mardin
- Hasköy und andere Orte in der Provinz Muş
- Orte in der Provinz Adana

#### Usbekistan
- Orte in der Provinz Buxoro

#### Zypern
- Kormakitis, heute oft umgesiedelt nach Nikosia, Limassol (Zyprisches Arabisch)

### Aramäische Sprachinseln

#### Irak
- Koya bei Armota in der Provinz von Erbil
- Amediye, Zaxo, Dahuk im Gouvernement Dahuk in der Autonomen Region Kurdistan
- Nerwa
- Bijil, Barzan und Shahe bei Akrê und andere Orte in der Ebene von Mosul im Gouvernement Ninawa
- heute oft umgesiedelt in die Städte Bagdad, Mossul, Basra, Samarra, Nasiriyya

#### Iran
- Serderid
- Shushtar, Shah Wali, Dezful, heute oft umgesiedelt in die Städte Ahvaz, Chorramschahr in der Provinz Chuzestan (Mandäisch) (zum Teil ausgestorben)
- Urmia und die Gegend um den Urmia-See in der Provinz West-Aserbaidschan
- Sanandadsch in der Provinz Kurdistan (ausgestorben)

#### Syrien
- Maalula
- Bach'a
- Dschubb-'Adin
- al-Hasaka, Qamischli und andere Orte am Chabur in der Provinz Al-Hasaka

#### Türkei
- Midyat und andere Orte in der Provinz Mardin am Tur Abdin (Turoyo)
- Bespin, Hassane, Harbole und andere Orte in der Provinz Şırnak
- Hertevin und andere Orte in der Provinz Siirt
- Mlahso und Ansha im Landkreis Lice in der Provinz Diyarbakır (ausgestorben)
- Dörfer in der Provinz Hakkari

### Aserbaidschanische Sprachinseln

#### Iran
- Zahlreiche aserbaidschanische Gemeinden außerhalb der iranischen Region Aserbaidschan

#### Russland
- Derbent (Dərbənd) in der russischen Teilrepublik Dagestan
- Zahlreiche aserbaidschanische Gemeinden in Russland

#### Türkei
- Die Provinzen Kars, Iğdır und Ardahan

### Baltische Sprachinseln

#### Belarus
- Gervėčiai
- Lazūnai
- Zietela

#### Polen
- Seinai (Sejny)
- Punskas (Puńsk)

### Berberische Sprachinseln
- Oase Siwa

### Finnische Sprachinseln
- Meänkieli oder Tornedalfinnisch im Tal des schwedisch-finnischen Grenzflusses Torneälv
- Kvenisch, eine ostseefinnische Sprache in Nord-Norwegen
- Waldfinnisch in Ostnorwegen und Mittelschweden (fast ausgestorben)
- Finnen in Russland im Ingermanland um Sankt Petersburg und in der Republik Karelien

### Franko-Provenzalische Sprachinseln
- traditionelle Volkssprache des Aostatals sowie einiger Täler im Piemont
- Faeto (Fayet) in Italien (Apulien); entstanden durch Immigration im 14. Jh.
- Celle di San Vito in Italien (Apulien); entstanden durch Immigration im 14. Jh.
- früher die übliche Alltagssprache (Patois) im größten Teil der französischsprachigen Schweiz (Romandie), heute praktisch ausgestorben

### Französische Sprachinseln

#### Bundesrepublik Deutschland
Auf dem Gebiet der heutigen Bundesrepublik Deutschland wurde Französisch bzw. altfranzösische Dialekte in Wallonen-, Hugenotten- und Waldensergemeinden teilweise noch bis nach dem Zweiten Weltkrieg gesprochen. Lange Zeit wurde in Gottesdiensten wenigstens einmal im Monat noch auf Französisch gepredigt. In Louisendorf bei Marburg ist das Französische z. B. erst um 1990 ausgestorben.
Ansiedlungen der Wallonen, Hugenotten und Waldenser bestanden besonders in den Territorien
- Reichsstadt Aachen
- Fürstentum Ansbach (siehe: Hugenotten in Bayern, bes. Schwabach)
- Markgrafschaft Baden-Durlach (siehe: Hugenotten in Baden)
- Fürstentum Bayreuth (siehe: Hugenotten in Bayern, bes. Bayreuth und Erlangen)
- Markgrafschaft Brandenburg-Preußen (siehe: Hugenotten in Berlin und Brandenburg und Französische Kolonie zu Magdeburg); für sie wurden in Berlin 1689 das Französische Gymnasium, 1701–05 die Französische Friedrichstadtkirche, 1780–85 der Französische Dom oder 1733–1736 in Königsberg die Französisch-reformierte Kirche errichtet. In Magdeburg wurde ihnen 1690/94 die Wallonerkirche zugewiesen.
- Reichsstadt Bremen
- Reichsabtei Burtscheid
- Herzogtum Braunschweig
- Reichsstadt Frankfurt am Main (siehe: Französisch-reformierte Kirche (Frankfurt am Main))
- Grafschaft Hanau-Münzenberg (siehe Wallonisch-Niederländische Kirche, bes. Neustadt Hanau)
- Reichsstadt Hamburg (französische Gottesdienste bis 1914)
- Landgrafschaft Hessen-Darmstadt (siehe: Hugenotten- und Waldenser in Hessen und Waldenser in Deutschland)
- Landgrafschaft Hessen-Homburg (siehe: Hugenotten- und Waldenser in Hessen, bes. Friedrichsdorf)
- Landgrafschaft Hessen-Kassel (siehe: Hugenotten- und Waldenser in Hessen, bes. Bad Karlshafen). Über die von Hugenotten abstammende Dorothea Viehmann geb. Pierson aus Rengershausen fand eine Reihe von französischen Märchenvariationen Niederschlag in der Märchensammlung der Brüder Grimm
- Grafschaft Holstein-Pinneberg (bes. Altona)
- Grafschaft Holzappel (siehe: Charlottenberg)
- Grafschaft Isenburg (siehe: Hugenotten- und Waldenser in Hessen, bes. Neu-Isenburg)
- Herzogtum Kleve (bes. Wesel, Emmerich am Rhein, Kleve, Rees, Büderich, kurzzeitig Duisburg; wallonische und französische Kirchengemeinden bestanden bis 1806)
- Reichsstadt Köln (siehe: Belgische Diaspora, wallonische Kirchengemeinde bis 1775)
- Herzogtum Mecklenburg-Schwerin (siehe: Hugenotten in Mecklenburg-Vorpommern, bes. Bützow)
- Grafschaft Nassau-Saarbrücken (siehe: Hugenotten im Saarland, bes. Ludweiler, und die „sieben welschen Dörfer“ in der damals deutschsprachigen Grafschaft Saarwerden)
- Grafschaft Nassau-Usingen (siehe: Usingen)
- Kurpfalz (bes. Wallonen in Frankenthal (Pfalz), Lambrecht (Pfalz), Otterberg, Langenlonsheim, Oppenheim-Welschdorf siehe auch: Waldenser in Deutschland und Hugenotten in Baden)
- Herzogtum Pfalz-Zweibrücken (Wallonen in Annweiler, Bischweiler im damals deutschsprachigen Elsass)
- Grafschaft Waldeck (siehe: Hugenotten- und Waldenser in Hessen)
- Reichsstadt Wetzlar
- Herzogtum Württemberg (siehe: Hugenotten in Württemberg und Waldenser in Deutschland)

#### Kanada
- Akadien
- Orte auf der Port-au-Port-Halbinsel in Neufundland

#### Österreich
Im 13. und 14. Jahrhundert bestanden im südlichen Donauraum vom Salzkammergut bis zum Wienerwald Ansiedlungen altfranzösischsprachiger Waldenser, die nach Verfolgungen durch die Inquisition im 14./15. Jahrhundert wieder verschwanden.

#### Polen
- In Wilcze Gardło wurden ab 1948 polnische Bergmannsfamilien aus Lothringen, die aus Frankreich ausgewiesen worden waren, angesiedelt. Es entstand zeitweise eine französische Sprachinsel „Mały Paryż“ (Klein-Paris).

#### Südafrika
- Franschhoek, um 1690 angesiedelt, schon um 1730 wieder ausgestorben, aber in zahlreichen Familiennamen erhalten

#### USA
- Cajun in Louisiana
- Orte in Maine
- Orte in New Hampshire
- Orte in Vermont

### Friesische Sprachinseln
- Saterland
- Kreis Nordfriesland in Schleswig-Holstein
- Helgoland

### Griechische Sprachinseln

#### Georgien
- Orte in der Landschaft Pontos (Pontisch)

#### Italien
- Griko-Sprachraum in der Magna-Graecia-Region in Apulien in der Region Grecìa Salentina (Salento) (Calimera, Martano, Castrignano de’ Greci, Corigliano d’Otranto, Melpignano, Soleto, Sternatia, Zollino und Martignano) und vereinzelt auf Sizilien
- Griechisch-kalabrischer Dialekt in der Region Bovesìa (Bova, Roghudi, Gallicianò, Chorìo di Roghudi, Bova Marina, Reggio Calabria in San Giorgio sowie in der Umgebung von Rione Modena u. a.)

#### Russland
- Stawropol (Pontisch)
- Region Krasnodar (Pontisch)

#### Türkei
- Pontisch (dort bekannt als Romeyka) mit mindestens 5000 Sprechern, hauptsächlich in den Landkreisen Of, Çaykara, Maçka, Tonya und Sürmene in der Provinz Trabzon[6][7]

### Jiddische Sprachinseln
Durch die nationalsozialistische Vernichtungspolitik sind die früheren großen geschlossenen jiddischen Sprachinseln der „Schtetl“ in Ostmittel- und Osteuropa (Polen und Ukraine (Galizien), Weißrussland, Litauen (Wilna), Moldawien, Rumänien, Ungarn (Pester Elisabethstadt), Tschechien (Prager Josefstadt)), auch Deutschland (Berliner Scheunenviertel in der Spandauer Vorstadt, Grindelviertel in Hamburg) und Österreich (Wiener Leopoldstadt) weitgehend erloschen.
Seit dem Zweiten Weltkrieg wird die jiddische Sprache zum einen von sekulären, weit überwiegend alten Juden etwa in Argentinien (Stadtteil Balvanera in Buenos Aires), Australien, Brasilien, Israel, Kanada, Mexiko und den Vereinigten Staaten (Schwerpunkt Region New York) gesprochen, zum anderen heute ganz überwiegend von chassidischen Gemeinschaften in den USA (Williamsburg in Brooklyn), in Kanada (Montreal, Toronto), Israel (Me'a Sche'arim [Jerusalem], Bnei Berak), Großbritannien (London) und Belgien (Antwerpen) verwendet. Ende der 1970er Jahre entstand mit Kiryas Joel im Bundesstaat New York eine Siedlung chassidischer Juden, die heute etwa 20.000 Einwohner zählt, von denen etwa 90 % jiddischsprachig sind.
In der Jüdischen Autonomen Oblast im Föderationskreis Ferner Osten an der Grenze zur Volksrepublik China hat sich eine kleine jiddische Sprachinsel erhalten. Zweimal wöchentlich erscheint die Zeitung Birobidschaner Schtern.

### Katalanische Sprachinseln
- Alghero auf Sardinien

### Kreolische Sprachinseln
- Palenquero; spanischbasierte Kreolsprache in Kolumbien

### Kroatische Sprachinseln
- Moliseslawische Sprache im italienischen Molise in der Provinz Campobasso
- Burgenlandkroatisch im österreichischen Burgenland und den westlichen Grenzgebieten Ungarns und der Slowakei

### Niederländische Sprachinseln
- Wesel, niederländische Flüchtlingsgemeinde in einem kleverländischen, eng mit dem Niederländischen verwandten Sprachgebiet
- Frankfurt am Main, Ansiedlung von protestantischen niederländischen Glaubensflüchtlingen in der zweiten Hälfte des 16. Jahrhunderts
- Frankenthal (Pfalz), Ansiedlung von 60 Familien reformierter flämischer Glaubensflüchtlinge, die aus Frankfurt am Main weiterzogen, 1562 und überarbeitet 1573 Ansiedlungsvertrag (Frankenthaler Kapitulation) mit der Kurpfalz
- Bischweiler im Herzogtum Pfalz-Zweibrücken im damals deutschsprachigen Elsass (heute im französischen Département Bas-Rhin), 1617 Gründung einer niederländischen Gemeinde
- Friedrichstadt (im 19. Jh. ausgestorben, aber noch heute werden in der Remonstrantenkirche das „Vaterunser“ und der Segen auf Niederländisch gesprochen)
- Holländisches Viertel in Potsdam (ab 1732 Anwerbung von mehr als 20 Handwerkerfamilien; ausgestorben)
- Altona und Hamburg, seit 1595 mennonitische Flüchtlinge aus den südlichen Niederlanden, bis 1795 Gottesdienstsprache (ausgestorben)
- Jersey Dutch (im frühen 20. Jh. ausgestorben)
- Minderheitensprache auf einigen Niederländische Antillen (Amtssprache auf Aruba, Bonaire, Curaçao, Saba, Sint Eustatius, Sint Maarten und in Suriname)
- Kanada (ca. 140.000 Muttersprachler)

### Okzitanische Sprachinseln
- Saint-Europe (Charente) und La Bastide-Clairence (Pyrénées-Atlantiques) in Frankreich
- Guardia Piemontese und San Sisto dei Valdesi (gem. San Vincenzo La Costa) in Italien (Kalabrien)
- Louisendorf und Wiesenfeld in Hessen
- Großvillars, Neuhengstett, Schönenberg und Serres in Baden-Württemberg
- Pasaia in Baskenland

### Plautdietsche Sprachinseln
Siehe Artikel zur Sprache Plautdietsch
- Siedlungen von Russlandmennoniten in 
  - Asien (Russland, Kasachstan, Kirgisistan)
  - Kanada, USA, Mexiko und Belize
  - Lateinamerika (Brasilien, Paraguay, Bolivien, Uruguay etc.)

### Polnische und masurische Sprachinseln
- Ruhrgebiet, vor 1910 etwa 300.000 bis 400.000 Muttersprachler; noch zu Beginn des 20. Jahrhunderts wird auf einigen Gruben fast ausschließlich polnisch und masurisch gesprochen; dann allerdings waren die aus den teilweise polnischsprachigen deutschen Ostgebieten eingewanderten Ruhrpolen in der nationalistischen Stimmung des Deutschen Kaiserreiches weitgehend zur Assimilierung gezwungen.
- Bergarbeitergemeinde Forbach-Habsterdick in Frankreich (Lothringen); ausgestorben
- Polonezköy, Dorf im Großraum Istanbul, 1842 von polnischen Siedlern gegründet, junge Generation weitestgehend assimiliert.

### Rumänische Sprachinseln
- Istrorumänisch in einigen Dörfern im Gebirgsland im Nordosten der Halbinsel Istrien in Kroatien
- Aromunisch in Griechenland (Epirus, Thessalien, Makedonien), Albanien, Nordmazedonien, Bulgarien und Serbien
- Meglenorumänisch bei Gevgelija im Grenzgebiet zwischen Griechenland und Nordmazedonien

### Schwedische Sprachinseln
- Finnlandschweden
- Staroschwedske (schwedisch Gammalsvenskby; deutsch Altschwedendorf; heute Gemeindeteil von Smijiwka (Schlangendorf) in der Südukraine), 1782 von schwedischen Siedlern aus Roicks (Reigi) auf der Insel Dagö (Hiiumaa) gegründet
- Oberá in Argentinien

### Slawische Sprachinseln
- Kroatische Sprachinseln
- Lipovanisch
- Polnische und masurische Sprachinseln
- Polabisch auf Rügen und in Vorpommern (im 15. Jahrhundert ausgestorben), im nördlichen Brandenburg (im 17. Jahrhundert ausgestorben), in Mecklenburg, Ostholstein (etwa im 14. Jahrhundert ausgestorben) und in Niedersachsen im Wendland östlich von Lüneburg (1756 ausgestorben). Vgl. auch Ortsnamen mit dem Bestand Wendisch- oder Windisch-; der westlichste Ortsname mit der Zusatzbezeichnung „windisch“ ist Windischbuch (heute Stadtteil von Boxberg)
- Slowinzisch der evangelisch-lutherischen Slowinzen im östlichen Hinterpommern an Lebasee und Garder See, Anfang 19. Jahrhundert bis zum Aussterben in Kluki um den Zweiten Weltkrieg vom Kaschubischen als Sprachinsel isoliert. Slowinzisch wird teils als ausgestorbene, gesonderte Dialektgruppe des Kaschubischen, dabei als Übergangsdialekt zum Pomoranischen und Polabischen, teils als gesonderte slawische Sprache (Rest des Pomoranischen) eingeordnet.
- Sorbisch
- Tschechische Sprachinseln

### Spanische Sprachinseln
- Sprachinsel der Isleños in Louisiana (USA)

### Tschechische Sprachinseln
- Pirna, Anfang des Dreißigjährigen Krieges von böhmischen protestantischen Exulanten begründet, später Übersiedlung nach Dresden, 1650 bis 1999 bestand eine Evangelisch-Lutherische Gemeinde Böhmischer Exulanten zu Dresden (heute Stiftung), 1748 Druck eines tschechischen Gesangbuchs in Dresden,[8] Erlöserkirche in Striesen, Sprachinsel Mitte des 19. Jahrhunderts erloschen
- Zittau in der Oberlausitz, ab 1623 Aufnahme böhmischer und mährischer Exulanten, wie Lauban (Lubań) in der heute polnischen Oberlausitz Druckort zahlreicher tschechischer Bücher, Sprachinsel Mitte des 19. Jahrhunderts erloschen
- Berlin-Friedrichstadt, ab 1732 Niederlassung von böhmischen protestantischen Exulanten, für die 1737 die Bethlehemskirche errichtet wurde (1943 zerstört), Sprachinsel Anfang des 19. Jahrhunderts erloschen, bis 1937 bestand die Böhmisch-reformierte Bethlehemsgemeinde
- Berlin-Böhmisch-Rixdorf im heutigen Bezirk Berlin-Neukölln, ab 1737 nach vorübergehendem Aufenthalt in Niederschlesien (Gerlachsheim (Grabiszyce) bei Mark Lissa (Leśna)) und der Oberlausitz (Herrnhut, Großhennersdorf-Schönbrunn, Cottbus) Niederlassung von böhmischen protestantischen Exulanten, die meisten von ihnen ursprünglich aus Böhmisch-Rothwasser (Horní Čermná), bis etwa 1820/30 war Tschechisch in Rixdorf Umgangssprache, Sprachinsel Anfang des 20. Jahrhunderts erloschen, bis 2005 bestand die Evangelisch-böhmisch-lutherische Bethlehemsgemeinde
- Nowawes (tschechisch Nová Ves, deutsch Neuendorf bei Potsdam) im heutigen Stadtteil Potsdam-Babelsberg, ab 1751 Ansiedlung evangelischer Weber und Spinner aus Böhmen im sogenannten Weberviertel, 1752/1753 Errichtung der Friedrichskirche (Babelsberg) für Gottesdienste in tschechischer und deutscher Sprache, Sprachinsel Anfang des 19. Jahrhunderts erloschen
- Münsterberg (Ziębice) im südlichen Niederschlesien, ab 1742 Ansiedlung protestantischer Böhmen unter Führung von Johann Liberda (1700–1742)
- Niesky in der Oberlausitz, 1742 von böhmischen Emigranten als Kolonie der Herrnhuter Brüdergemeine gegründet, tschechisch nízký bedeutet auf Deutsch „niedrig“, bereits 1748 wurde Deutsch Verhandlungssprache, Gottesdienste (Versammlungen) wurden abwechselnd in Deutsch und Tschechisch gehalten
- Hussinetz, benannt nach Jan Hus, (heute Gęsiniec) bei Strehlen (Strzelin) in Niederschlesien, ab 1749, Sprachinsel 1945/46 erloschen
- Tabor Wielki (Groß Friedrichs-Tabor/ tschech. Velký Tábor/Bedřichův Tábor), Tabor Mały (Klein Friedrichs-Tabor, tschech. Malý Tábor) und Czermin (Tschermin, tschech. Čermin) in der Landgemeinde Bralin bei Wartenberg (Syców) im nördlichen Niederschlesien, ab 1744 bzw. 1749 von tschechischen Exilanten der Böhmischen Brüder begründet, 1803 wanderte ein Teil nach Zelów bei Łódź, einige noch Mitte 20. Jahrhundert tschechische, kalvinistische Bewohner wanderten noch kurz nach dem Zweiten Weltkrieg in die Tschechoslowakei aus
- Zelów bei Łódź und Umgebung, 1802/03 von tschechischen Einwanderern aus vorgenannter Sprachinsel begründet, tschechische Minderheit besteht trotz Auswanderungen in die Tschechoslowakei, besonders nach dem Zweiten Weltkrieg, bis heute
- Wolhynientschechen, im Zwischenkriegs-Polen größte tschechische Minderheit vor der Gemeinschaft in Zelów, nach dem Zweiten Weltkrieg vorwiegend in die Tschechoslowakei ausgewandert
- Banater Tschechen
- Tschechen in Wien

### Türkische Sprachinseln
- Gagausien
- Westthrakientürken
- Rumelien-Türken
- Mescheten
- Adscharien-Türken
- zahlreiche deutsch-türkische Gemeinden in Deutschland